# Alisson Becker
Alisson Ramses Becker eller bare Alisson (født 2. oktober 1992 i Novo Hamburgo, Brasilien), er en brasiliansk fodboldmålmand, der spiller for den engelske Premier League-klub Liverpool F.C. og for det brasilianske fodboldlandshold.

## Klubkarriere

### Internacional
Alisson startede sin karriere i hjemlandet, hvor han både som ungdomsspiller og i de første år af sin seniorkarriere repræsenterede Porto Alegre-klubben Internacional. Her var han hele fire gange i træk med til at vinde Rio Grande do Sul-statsmesterskabet Campeonato Gaucho.

### Roma
I sommeren 2016 meldte AS Roma i Italien ud, at de havde sikret sig Alisson for en pris på 8 millioner euro.  Han fik sin debut for klubben 17. august 2016, da han startede mod FC Porto i en 1-1 kamp. Resten af sæsonen var han dog for det meste at finde på bænken til fordel for Wojciech Szczęsny, der på daværende tidspunkt var Romas foretrukne målmand. Alisson nåede dog at få 15 kampe for klubben i 2016/17-sæsonen.
Alisson fik sin Serie A-debut i 2017/18-sæsonens første kamp, da han startede inde i en 1-0 sejr over Atalanta. Han spillede en stor rolle i klubbens fine sæson, da Roma nåede hele vejen til semifinalerne i Champions League. Alisson lukkede således ikke et eneste mål ind hjemme på Stadio Olimpico indtil semifinalen mod Liverpool 2. maj 2018, hvor Roma vandt 4-2, men samlet tabte 7-6. Alisson fik stor ros for sin flotte sæson i både Serie A og Champions League.

### Liverpool
I juli 2018 begyndte adskillige rygter at melde Alisson tæt på et klubskifte til engelske Liverpool FC. 19. juli blev det så bekræftet, at Alisson skiftede til klubben i en handel til 560 mio. kr (£66 mio.) inkl. diverse bonusser, hvilket dengang gjorde ham til den dyreste målmand nogensinde.
I sin første sæson i Liverpool blev han den målmand i Premier League, der forhindre modstanderne i at score i flest kampe (21), og han holdt også målet rent i Champions League-finalen og var dermed med til at sikre klubben sin sjette sejr i den fornemste europæiske turnering. Skønt han var skadet i begyndelsen af den følgende sæson var han også en vigtig brik i Liverpools første engelske mesterskab i 30 år. 16. maj 2021 blev han den første målmand i Liverpools historie, der scorede et mål i åbent spil, da han med et hovedstødsmål allersidst i kampen sikrede klubben sejren på 2-1 mod West Bromwich Albion.

## Landshold
Alisson har (pr. november 2019) spillet 44 kampe for Brasiliens landshold. Han debuterede for holdet 13. oktober 2015 i en VM-kvalifikationskamp på hjemmebane mod Venezuela. Han var en del af den brasilianske trup til VM 2018 i Rusland.